# Acanthostepheia malmgreni
Acanthostepheia malmgreni is een vlokreeftensoort uit de familie van de Oedicerotidae. De wetenschappelijke naam van de soort is voor het eerst geldig gepubliceerd in 1866 door Goes.